# Зонная защита (баскетбол)

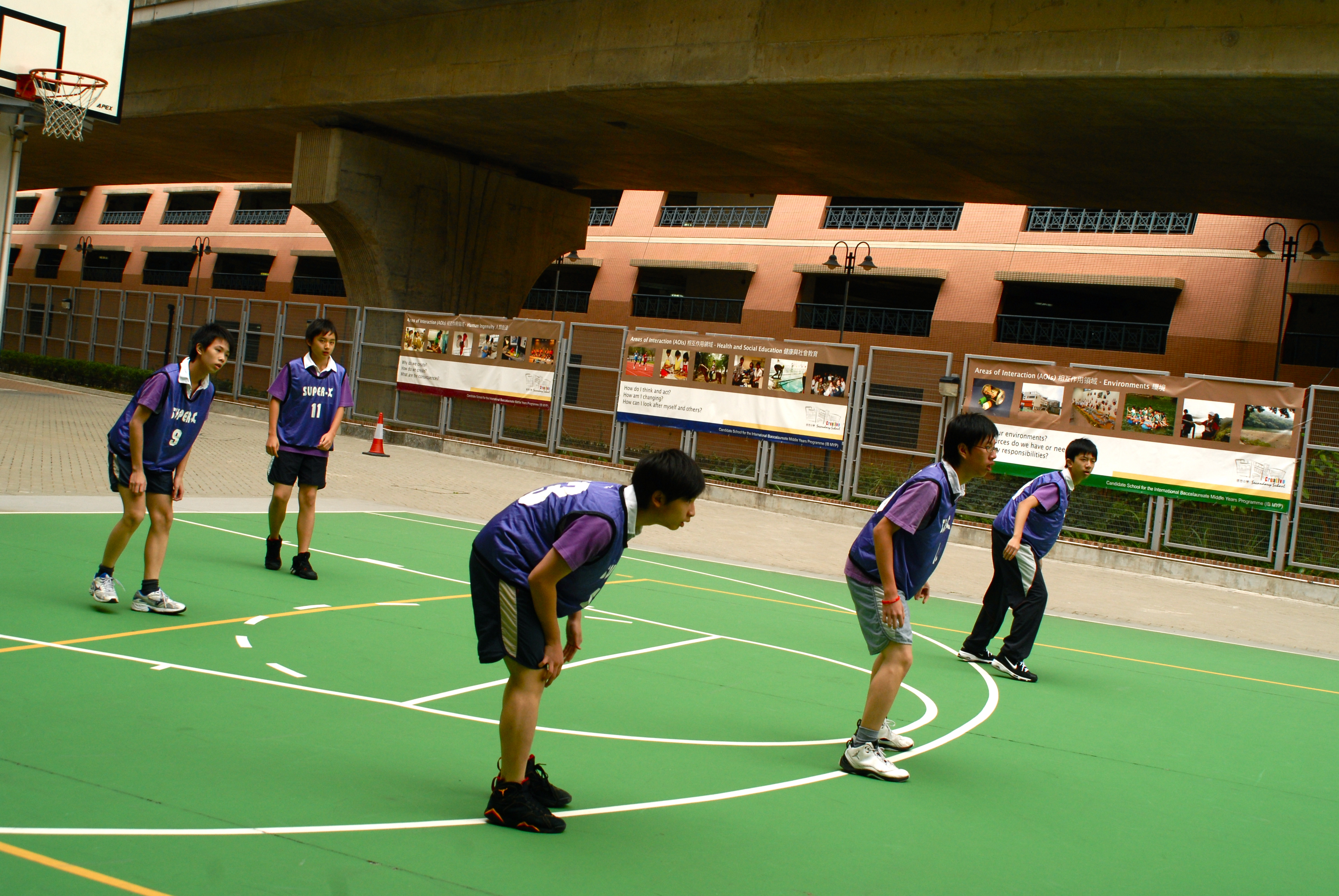
Расстановка игроков при зонной защите 3-2

Зонная защита (англ. zone defence) в баскетболе — командная стратегия защиты, при которой каждый игрок должен обороняться в пределах определённой зоны на площадке, а не против конкретного игрока, как при персональной защите. Под защитой на определённой позиции подразумеваются давление на рядом находящегося игрока с мячом, попытки помешать его броску и продвижению к кольцу, либо контроль над игроком без мяча во избежание получения им передачи.

## Преимущества
- хорошая зонная защита затрудняет проход к кольцу и провоцирует совершать менее эффективные броски со средней дистанции или дальние броски;
- недостаток атлетических качеств игроков защищающейся команды практически не играет своей роли;
- зонная защита требует от защищающейся команды меньшего количества перемещений, чем персональная защита, благодаря чему позволяет её игрокам сохранить больше сил.

## Недостатки
- защитникам иногда затруднительно определить, кто должен выйти на игрока с мячом — из-за этого бросок по кольцу может совершаться без сопротивления;
- зонная защита неэффективна против трёхочковых бросков;
- лучший игрок команды нападения может намеренно получать мяч в зоне самого слабого игрока защиты и затем обыгрывать его.[1]